# Окружность Ламуна

Окружность Ламуна, проходящая через центры шести описанных окружностей шести треугольников, на которые треугольник разбивается медианами:,,,,,

В планиметрии окружность Ламуна — это специальная окружность, которую можно построить в любом треугольнике {\displaystyle T}. Она содержит центры описанных окружностей шести треугольников, на которые треугольник {\displaystyle T} разрезают три его медианы.
Пусть для определенности {\displaystyle A}, {\displaystyle B}, {\displaystyle C} — 3 вершины треугольника {\displaystyle T}, и пусть {\displaystyle G} — его центроид (пересечение трёх медиан). Пусть {\displaystyle M_{a}}, {\displaystyle M_{b}} и {\displaystyle M_{c}} — середины сторон {\displaystyle BC}, {\displaystyle CA} и {\displaystyle AB} соответственно. Тогда центры шести описанных окружностей шести треугольников, на которые треугольник разбивается медианами: {\displaystyle AGM_{c}}, {\displaystyle BGM_{c}}, {\displaystyle BGM_{a}}, {\displaystyle CGM_{a}}, {\displaystyle CGM_{b}} и {\displaystyle AGM_{b}}, лежат на общей окружности, которая называется окружностью Ламуна (англ. the van Lamoen circle).

## История
Окружность Ламуна так названа в честь математика Ламуна (Floor van Lamoen), который сформулировал это как задачу (проблему) в 2000 г.. Доказательство было предоставлено Кин Я. Ли (Kin Y. Li) в 2001 г.
,

## Свойства
Центром окружности Ламуна является точка {\displaystyle X(1153)} в Энциклопедии центров треугольника К. Кимберлинга.
В 2003 году Алексей Мякишев и Петер Й. Ву (Peter Y. Woo) доказали, что обратное утверждение теоремы почти всегда справедливо в следующем смысле: пусть {\displaystyle P} — любая точка внутри треугольника, и
{\displaystyle AA'}, {\displaystyle BB'} и {\displaystyle CC'} — три его чевианы, то есть, отрезки, которые соединяют каждую вершину с {\displaystyle P}, продолженные до их пересечения с противоположной стороной. Тогда описанные окружности шести треугольников {\displaystyle APB'}, {\displaystyle APC'}, {\displaystyle BPC'}, {\displaystyle BPA'}, {\displaystyle CPA'} и {\displaystyle CPB'}
лежат на одной окружности тогда и только тогда, когда {\displaystyle P} является центроидом треугольника {\displaystyle T} или его ортоцентром (точкой пересечения трёх его высот).
 Более простое доказательство этого результата было дано Нгуен Минь Ха (Nguyen Minh Ha) в 2005 году.

## Примечание
1. ↑   Clark Kimberling (), X(1153) = Center of the van Lemoen circle, in the Encyclopedia of Triangle Centers Accessed on 2014-10-10.
2. 1 2  Eric W. Weisstein, van Lamoen circle at Mathworld. Accessed on 2014-10-10.
3. ↑  Kin Y. Li (2001), Concyclic problems. Mathematical Excalibur, volume 6, issue 1, pages 1-2.
4. ↑   Clark Kimberling (), X(1153) = Center of the van Lemoen circle, in the Encyclopedia of Triangle Centers Accessed on 2014-10-10
5. ↑  (2002), Solution to Problem 10830. American Mathematical Monthly, volume 109, pages 396—397
6. ↑   Alexey Myakishev and Peter Y. Woo (2003), On the Circumcenters of Cevasix Configuration. Forum Geometricorum, volume 3, pages 57-63.
7. ↑  N. M. Ha (2005), Another Proof of van Lamoen’s Theorem and Its Converse. Forum Geometricorum, volume 5, pages 127—132.